# Daigo-ji

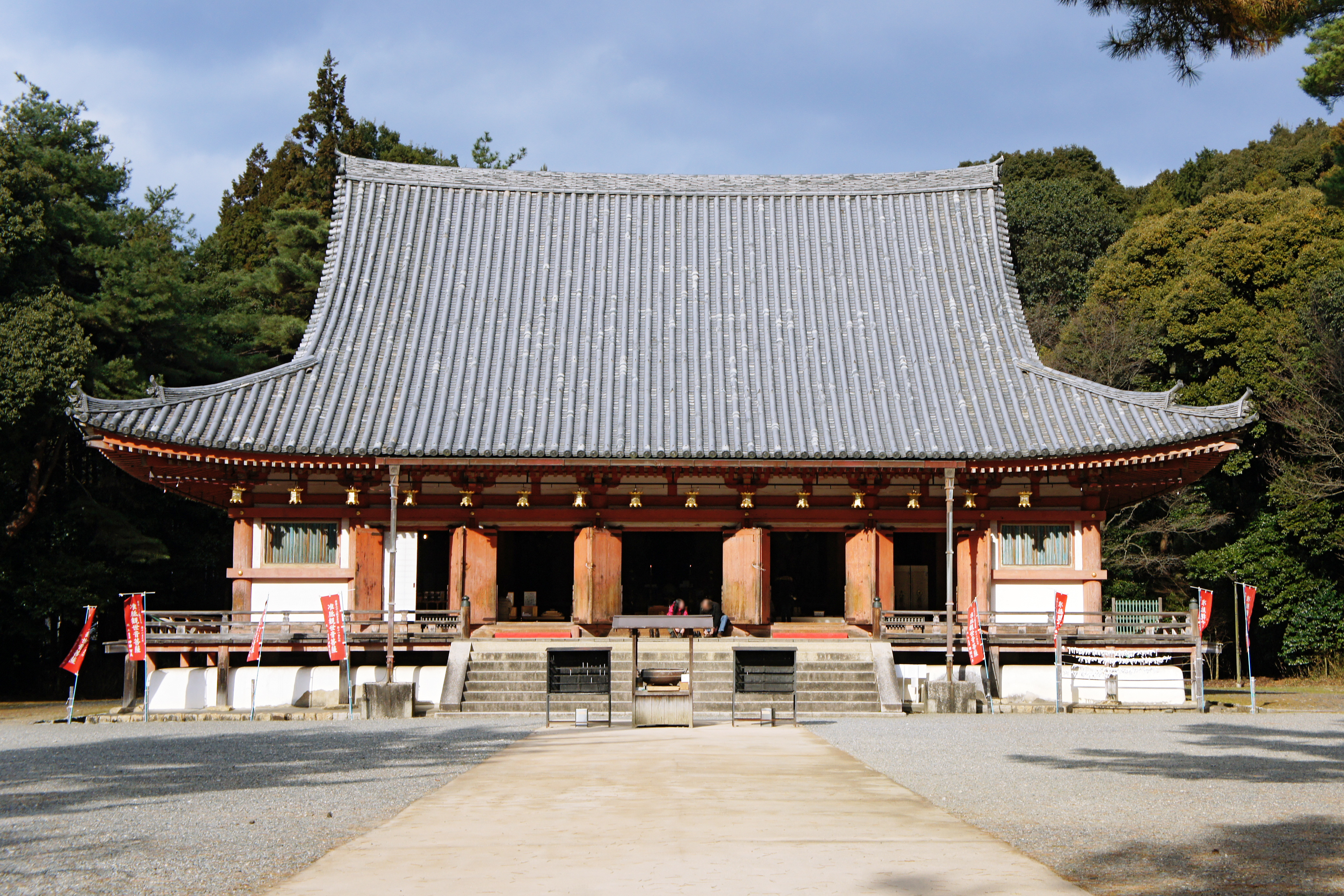
Die Haupthalle (Kondo)

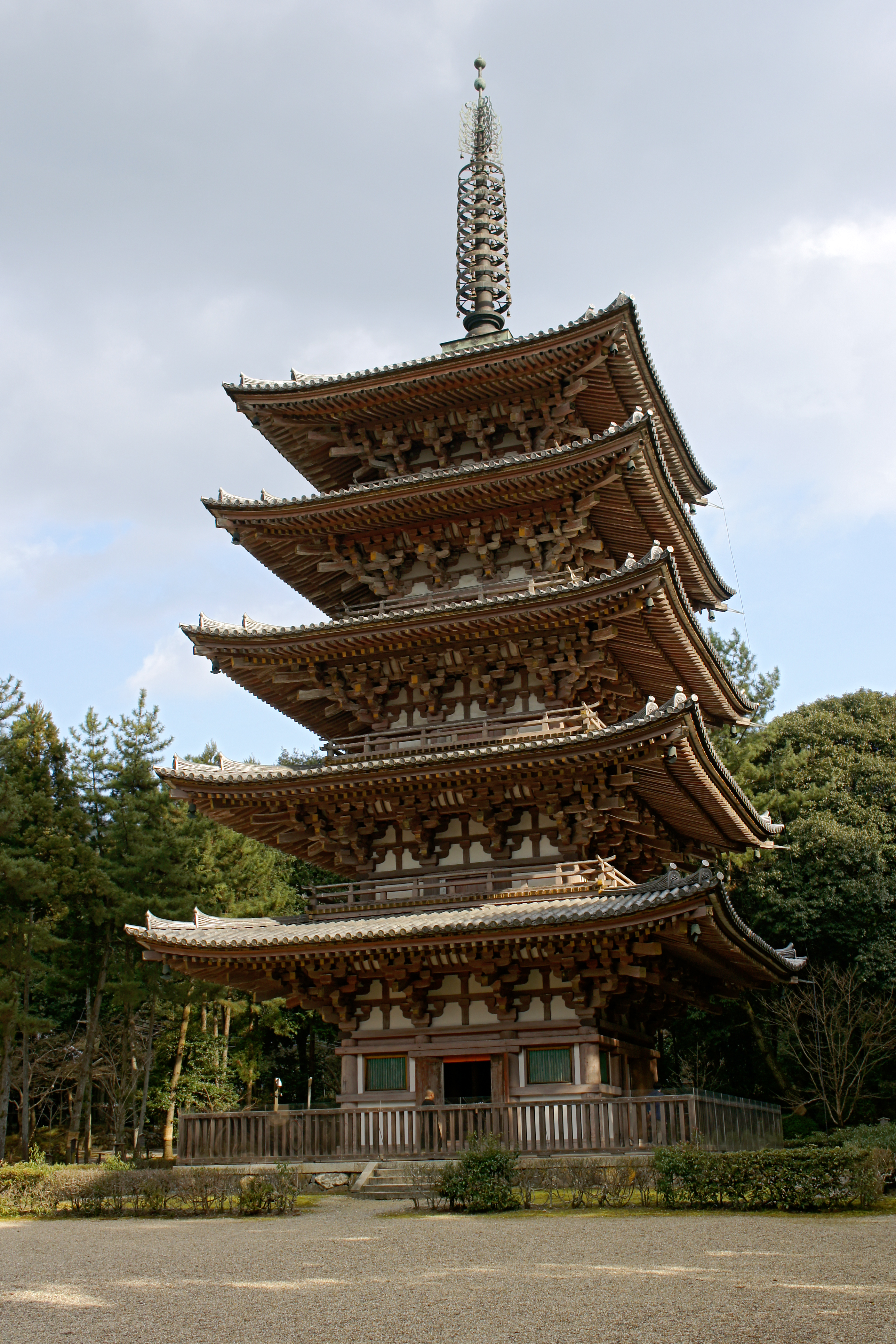
Die fünfstöckige Pagode

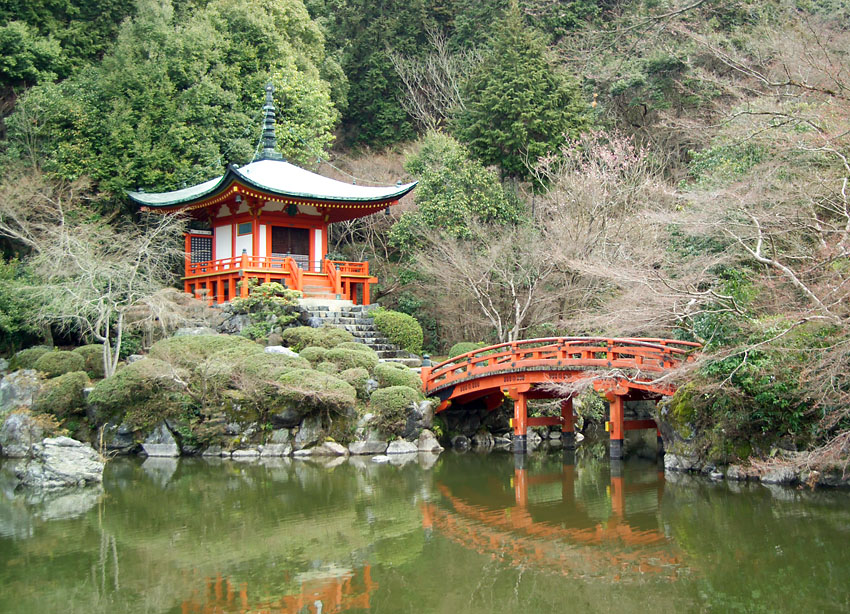
Ein der Gottheit Benzaiten gewidmeter Pavillon

Der Daigo-ji (japanisch 醍醐寺) ist eine weitläufige buddhistische Tempelanlage im Stadtbezirk Fushimi von Kyōto, Japan. Er wurde zu Beginn der Heian-Zeit, im Jahr Jōgan 16 (874 CE) von dem Mönch Shōbō gegründet. Seit 1994 gehört der Tempel zum UNESCO-Welterbe.

## Lage
Der Daigo-Tempel liegt an der östlichen Seite des Talbeckens von Yamashina, südöstlich des Kaiserpalasts von Kyōto. Das Tempelgelände erstreckt sich bis zum Gipfel des Berges Kasatori. Der ältere obere Bereich auf dem Berggipfel wird „Oberer Daigo“ (kami-daigo), der untere und jüngere Teil „Unterer Daigo“ (shimo-daigo) genannt. Aus der Azuchi-Momoyama-Zeit (1573–1603) stammt der Nebentempel Sambō-in mit seinem Garten.

## Baugeschichte
Gemäß der „Tempellegende des Daigo-ji“ (daigo-ji engi) schenkte der örtliche Gott Yokoo im Jahr Jōgan 16 (874 CE) dem Mönch Shōbō das Gelände. Zunächst stellte Shōbō zwei Statuen der Bodhisattva Kannon von Juntei und Nyorin in einem einfachen Tempel auf. Tennō Daigo (885–930) und seine Hauptfrau Fujiwara-no Onshi förderten den weiteren Ausbau. Im Jahr Engi 7 (907 CE) wurde aufgrund eines Gelübdes des Kaisers die Yakushi-dō-Halle errichtet, etwas später die Halle Godai-dō. Im Bezirk des Oberen Daigo befinden sich weiter die Hallen Juntei-dō, südöstlich davon Yakushi-dō, östlich davon Godai-dō, südöstlich von dieser die Nyoirin-dō und wiederum in deren Osten die heutige Kaisan-dō (japanisch 開山堂, ‚Gründer-Halle‘). Während der Regierungszeit des Daigo-Tennō wurde auch das Kloster eingerichtet sowie im Jahr Enchō 4 (926 CE) die Halle Shaka-dō im Unteren Daigo.
Die Söhne und Nachfolger des Daigo-Tennō, Suzaku (923–952, reg. 930–946) und Murakami (926–967, reg. 946–967) respektierten das Gelübde ihres Vaters. Sie errichteten die Halle Hokke San-mai-dō. 952 fanden die Arbeiten mit einer fünfstöckigen Pagode (Gojū-no-tō) ihren vorläufigen Abschluss. Die Pagode wurde während der Bürgerkriegsunruhen des 15. Jahrhunderts schwer beschädigt, seit dem späten 16. Jahrhundert aber wiederholt restauriert. Sie ist das älteste erhaltene Bauwerk in Kyōto. Alle anderen Gebäude des Tempels waren zwischenzeitlich mindestens einmal vollständig durch Feuer zerstört.
Der Daigo-Tempel dient als Haupttempel des Ono-Zweigs der Shingon-Schule. Er bildet die elfte Station des Saigoku-Pilgerwegs. Über viele Generationen wurde er von Mitgliedern der Daigo-Linie der Familie Minamoto geleitet.

## Besondere Bauten
Sechs Gebäude der Anlage zählen zu den Nationalschätzen Japans:
Im oberen Bezirk:
- die Halle des Yakushi Buddha (Yakushidō), 907 auf Befehl von Kaiser Daigo errichtet
- die Verehrungshalle für Seiryū Gongen (Kiyotakigū-haiden)

Im unteren Bezirk:
- die fünfstöckige Pagode (Gojū-no-tō)
- die Haupthalle bzw. Goldene Halle (Kondō)
- die Empfangshalle (Omote-shoin)
- das Chinesische Tor des Untertempels Sanbō-in (Sanbō-in karamon)

Besonders bekannt für seine Kunstfertigkeit und Schönheit ist der von Toyotomi Hideyoshi im Jahr 1598 angelegte Garten des Untertempels Sanbōin (三宝院庭園, Sanbōin Teien). Dieser wurde 1952 zur Besonderen historischen Stätte erklärt. 1994 wurde der Daigo-Tempel zusammen mit anderen historischen Stätten in Kyōto von der UNESCO als Weltkulturerbe Historisches Kyōto (Kyōto, Uji und Ōtsu) registriert.

## Architekturgeschichtliche Bedeutung

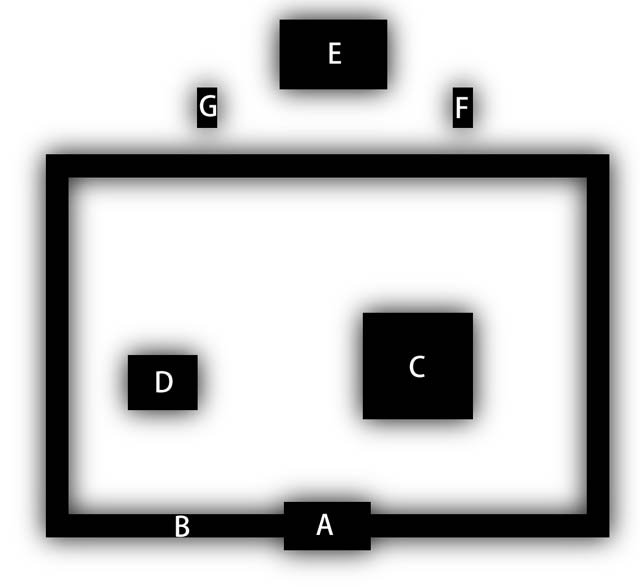
Plan einer shichidō garan-Tempelanlage (Hōryū-ji, Ikaruga)

Die ersten buddhistischen Tempel Japans wurden im späten 6. Jahrhundert von den Soga erbaut. Keines dieser Gebäude ist erhalten. Der älteste erhaltene Tempel ist der Hōryū-ji in der Stadt Ikaruga südwestlich von Nara, erbaut 607 unter der Schirmherrschaft von Kronprinz Shōtoku (574–620). Eine weitere Tempelanlage aus dieser Zeit ist der Shitennō-ji in Osaka (err. 593). Diese ersten buddhistischen Tempel wurden in oder nahe bei den Städten errichtet. Allen gemeinsam ist eine überdachte rechteckige Galerie (Kairō, 回廊・廻廊), deren Haupteingang Chūmon (中門) in der Mitte der Südseite gelegen ist. Ferner findet sich eine Haupthalle (本堂, hondō) oder Goldene Halle (金堂, kondō), das Hauptheiligtum (本尊, honzon) des Tempels sowie eine Lehrhalle (講堂, kōdō) und eine Pagode (塔 tō). Eine solche regelmäßige Anlage wird mit dem Begriff garan (伽藍) oder shichidō garan (七堂 伽藍, Sieben-Hallen-Tempel) bezeichnet.
Die ursprünglichen Gebäude der Heian-Zeit wurden im Lauf der Zeit meist zerstört und immer wieder aufgebaut. Originale Bauten sind daher in Japan nur wenige erhalten, darunter die Haupthalle (Kondō) und die Pagode des Murō-ji in der Stadt Uda, Präfektur Nara. Tempelanlagen wie Muro-ji und Daigo-ji zeugen von einem bedeutsamen Wandel der japanischen buddhistischen Architektur: An die Stelle des idealen Sieben-Hallen-Tempels chinesischer Prägung tritt in der buddhistischen Sakralarchitektur der frühen Heian-Zeit der Typus des Bergtempels, der fernab der Städte errichtet wurde und sich in Form und Anordnung dem unregelmäßigen Gelände anpasste. Nach Varley (2000) hatte die buddhistische Architektur damit Anschluss an „eine der bedeutendsten Traditionen der japanischen Kultur“ gefunden: den „starken Sinn für Natur und dem Bedürfnis, darin die menschliche Identität in all ihren Ausprägungen zu finden.“ Daher wird dieser Baustil auch als wayō (和様, ‚eigener‘ oder ‚japanischer Stil‘) bezeichnet.